# عبدالله السلوم
عبدالله السلوم (انگلیسی: Abdullah Al-Salloum؛ زادهٔ ۲۸ اوت ۱۹۸۱
 کویت) اقتصاددان، کارآفرین، نویسنده اهل کویت است و بیشتر به عنوان ناشر مقالات اقتصادی در نشریات اقتصادی شناخته می‌شود. او دو کتاب با نام‌های «النظام المالی بین حقبتی الامتنان وما بعد الزفتینار» و «مال الجبال السکینة» منتشر کرده‌است.